# Iznate
Iznate is een gemeente in de Spaanse provincie Málaga in de regio Andalusië met een oppervlakte van 7,47 km². Iznate telt 874 inwoners (1 januari 2016).

## Demografische ontwikkeling
Bron: INE, 1857-2011: volkstellingen